# Национални парк Намаква
Национални парк Намаква један је од националних паркова Јужноафричке Републике, а налази се 495 км од Кејптауна и 22 км северозападно од Камиескруна. Обухвата површину од 700 km². На простору парка налази се велики број сукулентних биљака, а створен је управо да би оне биле заштићене. Главна туристичка атракција је посматрање цветних предела који се протежу дуж великог дела парка.

## Географија и клима
Парк је стациониран у покрајини Северни Кејп, близу границе са Намибијом. Налази се на 495 км од Кејптауна и 22 км северозападно од Камиескруна. Скилпад природни резерват који је основан 1993. године ушао је у састав Националног парка Намаква. Парк има полу-пустињске пределе са топлим и сувим летима и хладнимф зимама, углавном без падавина, које су најчешће у периоду од маја до августа. На источном делу парка има више падавина током године него на западном.

## Биодиверзитет

### Биоми
Парк је део полу-пустиње и једно од најнеобичнијих станишта на свету. На на овом простору налази се највећи број врста сукулентних биљака, него на другим сушним регионима у свету. Овај биом је површине око 107,200 km² и протеже се дуж западних обала Јужноафричке Републике и јужног дела Намибије. На овом простору има више од 5000 биљних врста, укључујући трећину свих сукулентних биљака на свету. Приближно 40% биљака које настањују ово подручје је ендемично, а 18% угрожено. На овом простору налази и велики број врста бескичмењака и гмизаваца, од којих су неки ендемични. Пољоприврда и рударство на овим просторима угрожавају ендемичне врсте. Само мали проценат области Сукулент Кару на којој се налази ово подручје је заштићен, укључујући и природни резерват Кнерсвлакте и Национални парк Намаква.

### Флора
Током већег дела године, осим у пролеће на простору парка постоји врло мали број биљних врста, изузев грмова. У августу и септембру након киша ово подручје постаје богато великим бројем сукулентних биљака, на простору од неколико стотина km². Цвеће које се налази на подручју парка укључује љиљан, обичну алоју и вишегодишње биљке. У овој области расте око 4.000 биљних врста, а око 1000 врста не расте нигде другде у свету. У парку постоји неколико врста дрвећа које у својој кори може задржавати воду, како би опстало током сушних сезона. Цветови биљака зависе од количине падавина током године, а осетљиви су на сунчеву светлост. Врући ветрови могу проузроковати да се цвеће брзо осуши.

### Фауна
Гмизвацац из реда корњача, Homopus signatus, најмања корњача на свету, пописана је у парку. Због великог броја биљних врста, у парку је присутан велики број различитих врста инсеката. До 2017. године у парку је откривено 21 врста пауколиких зглавкара и 60 врста паукова. Врста Hottentotta arenaceus је бледо наранџасто-жута шкорпија која се јавља у приобалном делу парка. Diaphorocellus biplagiata и Asemesthis affinis occur су пописане у парку, а ова друга врста пронађена је само у Анголи. Врста Xysticus cribratus је изузетно честа у парку. 

## Туризам
Процењује се да 100.000 туриста посети национални парк сваке године. Око 65% свих посетилаца је из Јужноафричке Републике, а остали из другиг земаља. Влада Јужноафричке Републике је идентификовала туризам као средство за побољшање економије у региону, а туризам у овој области доста промовисан. Међутим, становници региона и даље имају веома ниске приходе и постоји висока стопа незапослености. Туристички садржаји обухватају руту дужине 5 км, две шетње кроз природу, места за пикник и информативни центар за посетиоце. Парк још увек није у потпуности развијен и подручје парка може се посетити само током цветне сезоне на пролеће. Већина биљних врста је заштићена законом, а за оне који их уберу одређена је новчана казна.
На простору парка постоји четири брвнаре где туристи могу да преноће, а једна је прилагођена особама са инвалидитетом. Брвнаре су добро опремљене и са њих се пружа леп поглед.

## Галерија
- Нојеви у парку
- Raphicerus campestris фотографисан у парку
- Младунче фоке
- Цветање у пролеће
- Цвеће у парку

- Carpobrotus rossii
- Lapeirousia arenicola
- Cephalophyllum spongiosum